# Marchovelette
Marchovelette (en wallon Måtchovlete) est une section de la commune belge de Fernelmont située en Région wallonne dans la province de Namur.
L'altitude de Marchovelette est de 187 m (Le point culminant est de 219 m au fort).
C'était une commune à part entière avant la fusion des communes de 1977.

## Toponymie
L’origine du nom est liée à un commerce de balais se tenant au centre du village qui était entouré de grand bois de bouleaux avec lesquels on faisait ces balais pour brosser (en wallon chover). Le terme chovelette aurait été adjoint à Marche (Marca, nom du ruisseau) distinguant le village de Marche-Les-Dames à celui de Marchovelette.
Jadis "Marche-le-Scovelette" ou "l'écouvette", petit brosse en wallon.
«Marca» signifie en vieux haut-allemand «limite», «frontière».

## Géographie

### Hydrographie
Le petit ruisseau nommé la Marca (actuellement Ruisseau de l'Église) dont il prend sa source à Marchovelette et y coule en direction de Gelbressée et Marche-Les-Dames avant de se jeter dans la Meuse.

### Géologie
Situé entre la Hesbaye et le Condroz, le sol de Marchovelette est formé de calcaire, d'argile et de limon. Son sous-sol renfermait du fer et des roches qui convient bien pour le façonnage de la pierre de taille, qui ont servi à l’édification et restauration de nombreuses maisons du village.

### Lieux-dits[3]
1. Basse Maquelette
2. Campagne de Gréti
3. La Chasse
4. Petit Bois de Grande Salle
5. Tige aux Strées
6. Trou

## Évolution démographique
- Source: DGS, 1831 à 1970=recensements population, 1976= habitants au 31 décembre

## Patrimoine et culture

### Patrimoine architectural et militaire

#### Le château
Le village abrite un château qui fut bâti au début du XIXe siècle par la famille de Wasserwas, dans un style classique Louis XV. C'est une résidence privée. En novembre 2018, il subit un incendie et a depuis été totalement restauré et rénové. Une partie du château disponible à la location, pour des locataires privés mais aussi pour des séminaires, des formations, du Team-Building, etc.

#### Eglise Saint-Martin
Construite entre 1762 et 1767 en style classique.

#### Trésor de Marchovelette
Découvert en 1900, le trésor de Marchovelette comprend 830 monnaies romaines datant d'entre 294 et 297, reconnu depuis le 14 mars 2014 (arrêté ministériel) comme biens classés de la Communauté française. Il est conservé au Musée provincial des Arts anciens du Namurois à Namur.

#### Ferme Pierre Côme ou Coesne
- Ferme Pierre Côme. Citée comme propriété de Pierre Coesne de Nuremberg au XVIIe siècle rappelée au nom actuel[4].

#### Chapelle Notre-Dame des Sept Douleurs
La Chapelle Notre-Dame des Sept Douleurs est un monument classé par l'institut du patrimoine wallon le 4 décembre 1989. Elle est située rue du Parc.

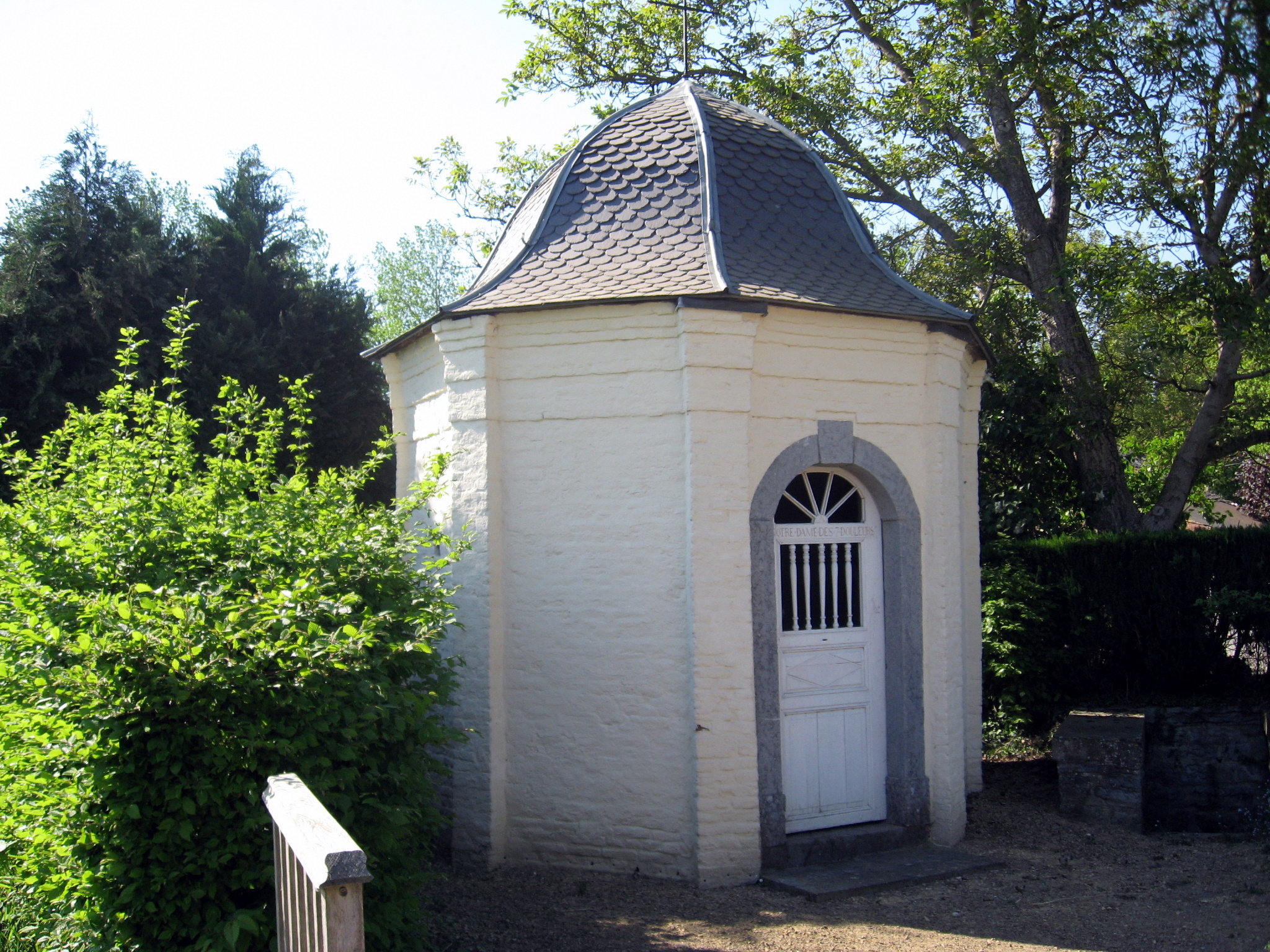
Chapelle Notre-Dame des Sept Douleurs.
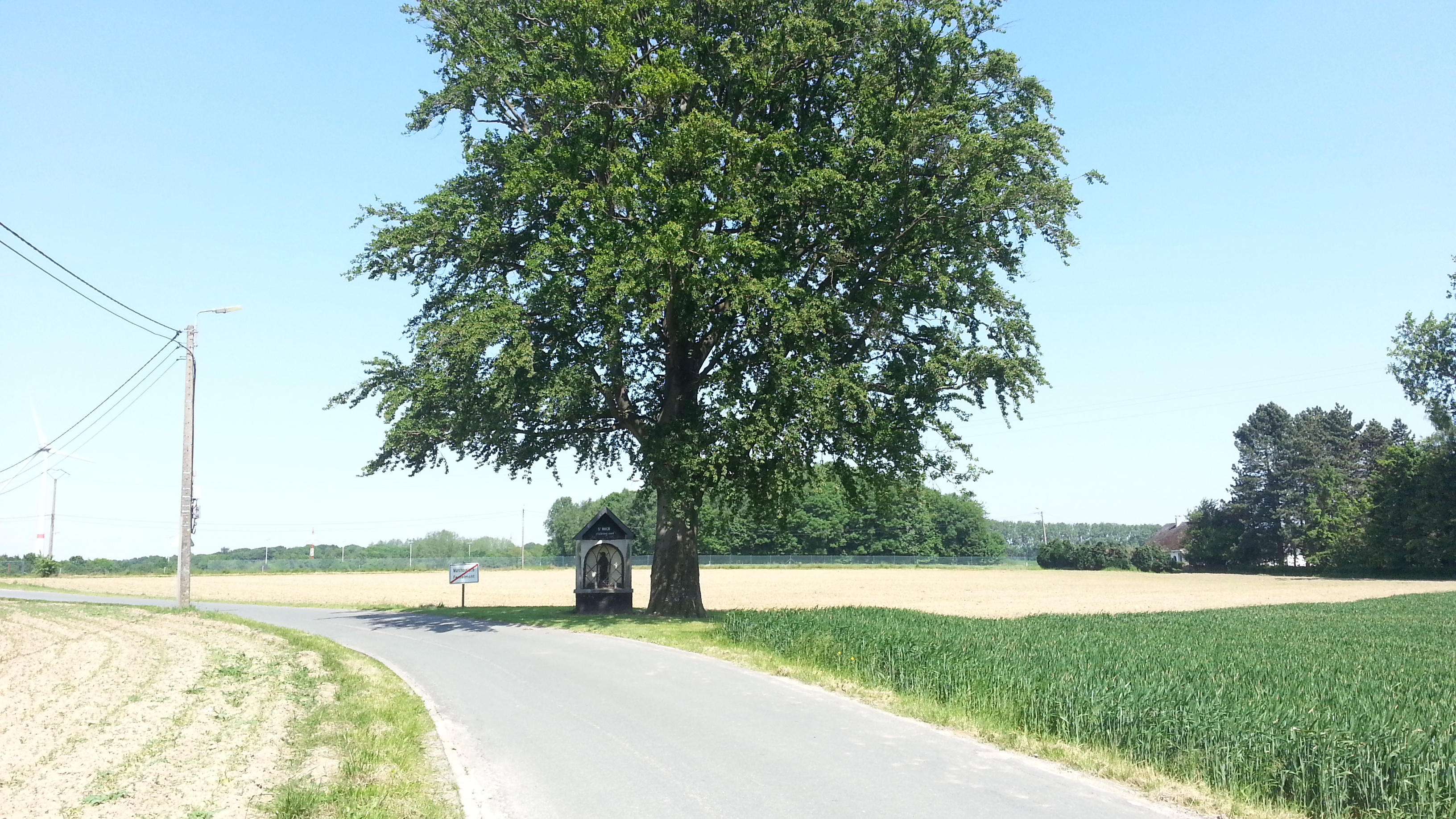
Chapelle Saint-Roch (Rue de Tillier).

#### Le Fort et le cimetière militaire
Le Fort de Marchovelette a joué un rôle important tant dans la Première Guerre mondiale que dans la Seconde Guerre mondiale. Il est un des neuf forts qui furent bâtis par Léopold II pour protéger Namur dans les années 1890. À proximité, le cimetière militaire de Marchovelette, aux abords de la rue de Fernelmont, y reposent des soldats belges et français de la Première Guerre mondiale. Le domaine militaire s'étend sur trois entités, à savoir : Marchovelette, Champion et Boninne.

## Économie
En 1778, les Pays-Bas autrichiens relevaient trois carrières, toutes situées au centre du village. En 1896, les mines de fer furent fermées. Vers les années 1937, il s'y trouvait une entreprise de débitage de bois. Dans les années 1960, l'exploitation des carrières se termina. La seule activité économique qui a su perdurer, et qui perdure encore, l'agriculture. Notamment quatre grandes fermes : la ferme de la Maquelette, la Ferme Pierre Côme, la ferme Lambert et la ferme du Château (Hastir). Cette dernière, n'est plus exploitée à l'heure actuelle.
La plus grosse entreprise basée à Marchovelette, est la société coopérative agricole de la Meuse (SCAM).

### Transports en commun
En 1902, les trams à vapeur puis l'autorail en 1934 desservaient le village quatre fois par jour, via la ligne Namur - Forville. 
Actuellement, ces trams ont été remplacés par des bus de l'Opérateur de transport de Wallonie : les TEC avec la ligne 816 Namur - Forville - Meeffe.

## Sports et vie associative

### Sports
Le village comporte un club cycliste, le S.C.V.M. Marchovelette, ainsi qu'un club de pétanque, « La Boule qui March'O'Velette ».